# Liste der Monuments historiques in Ygrande
Die Liste der Monuments historiques in Ygrande führt die Monuments historiques in der französischen Gemeinde Ygrande auf.

## Liste der Bauwerke
| Bezeichnung                                       | Beschreibung                          | Standort | Kennzeichnung | Schutzstatus | Datum | Bild           |
| ------------------------------------------------- | ------------------------------------- | -------- | ------------- | ------------ | ----- | -------------- |
| Château de la Forêt                               | Schloss, erbaut im 15. Jahrhundert    | (Lage)   | PA00093374    | Inscrit      | 1981  |                |
| Kirche St-Martin                                  | Erbaut im 12. Jahrhundert             | (Lage)   | PA00093375    | Classé       | 1875  | weitere Bilder |
| Manoir de la Grolière (Fotos in der Base Mérimée) | Herrenhaus, erbaut im 17. Jahrhundert | (Lage)   | PA00093376    | Inscrit      | 1971  |                |

## Liste der Objekte
| Bezeichnung                | Beschreibung    | Standort                       | Kennzeichnung | Schutzstatus | Datum | Bild |
| -------------------------- | --------------- | ------------------------------ | ------------- | ------------ | ----- | ---- |
| Gemälde Teufelsaustreibung | 17. Jahrhundert | in der Kirche St-Martin (Lage) | PM03001669    | Inscrit      | 1992  |      |
| Weihwasserbecken           | Stein           | in der Kirche St-Martin (Lage) | PM03001666    | Inscrit      | 1992  |      |
| Kruzifix                   |                 | in der Kirche St-Martin (Lage) | PM03001667    | Inscrit      | 1992  |      |
| Gemälde Pfingsten          | 17. Jahrhundert | in der Kirche St-Martin (Lage) | PM03001668    | Inscrit      | 1992  |      |